# Tromboksan B2
Thromboksan B2 je neaktivni metabolit/produkt tromboksana A2. 
On direktno ne učestvuje u aktivaciji i agregaciji trombocita u slučaju rana, dok njegov prekurzor, tromboksan A2 učestvuje. Sinteza tromboksana A2 je meta leka aspirina, koji inhibira enzim COX-1 (izvor tromboksana A2 u trombocitima).
2-(3,4-Di-hidroksifenil)-etanol (DHPE) je fenolna komponenta maslinovog ulja. Frakcija maslinovog ulja koja sadrži DHPE može da inhibira agregaciju trombocita i formiranje tromboksana B2 in vitro.
On se skoro potpuno izbacuje iz tela putem urina.